# Новодворівка
Новодво́рівка (німецька колонія поселенців № 14, «Neuhoff, Нейгоф» іноді пишеться з однією літерою «Ф») — село в Україні, у Розівській селищній громаді Пологівського району Запорізької області. Населення становить 214 осіб. До 2018 орган місцевого самоврядування - Новомлинівська сільська рада.
Село тимчасово окуповане російськими військами 24 лютого 2022 року в ході російсько-української війни.

## Географія
Село Новодворівка знаходиться на березі річки Сухі Яли, на відстані 1 км від села Новомлинівка. На річці зроблена загата.

## Історія

### Етимологія
Давнє, перше найменування села походить за однойменним німецькому назвою прусського поселення нім. Neuhoff, яке сходить до історії стародавнього іменування Німеччини.

### Період розвитку в Російській імперії
У 1823 році за 60 км на північний захід від Маріуполя на території 1320 десятин землі німецькими переселенцями з Данцинга (28 Familien aus Kr. Marienburg) було засновано католицьке поселення, яке іменувалося Нейгоф (нім. Neuhof) або колонія № 14. До 1917 року воно було частиною Катеринославської губернії, у різний час раніше входило до складу Маріупольського та Олександрівського повітів, а також — у Маріупольський колоніальний округ; було частиною Романівської (Людвігстальская) волості.
За даними 1859 року у Нейгофі над Дордубівським буєраком було 24 подвір'їв, 228 мешканців.

### Радянський період
У 1925—1939 роках село входило до складу Люксембурзького німецького національного району Маріупольської округи (з 1932 — Дніпропетровської області, з 1939 — Запорізької області).

### Незалежна Україна
12 червня 2020 року, відповідно до розпорядження Кабінету Міністрів України № 713-р «Про визначення адміністративних центрів та затвердження територій територіальних громад Запорізької області», увійшло до складу Розівської селищної громади.
19 липня 2020 року, в результаті адміністративно-територіальної реформи та ліквідації  Розівського району увійшло до складу Пологівського району.

## Соціально-економічний розвиток
У 1857 році в селі налічувалося 22 двору і 1 безземельна сім'я.
Після 1918 року — 1175 десятин землі.

## Суспільно-політичне життя

### Релігія
Село належало католицькій парафії Ейхвальд (нім. Pfarrei Eichwald).

## Відомі люди
Першими переселенцями, що заснували село, були: Arndt, Birschemisky / Pirscheminsky, Bittner, Erdmann, Grenz, Jaschinski (Josef, из Westpreussen — Danzig, 1823), Kleinschmidt, Kossakowsky, Kruschinsky, Lukanowsky, Pernitzky (Martin, из Westpreussen — Danzig, 1823, в Neuhof), Roglowsky, Saretzki, Sawatzky, Schirkowskij / Schirkowsky, Wanscheid, Witkowski / Wittkowsky, Zizz.

## Статистика зростання населення
У селі проживало 228 чоловік в 1859 році, 412 — у 1885-му, 314 — у 1897-му, 279 — у 1908-му, 361 — а 1911-му, 425 — у 1919-му, 420 — у 1922-му .

## Література

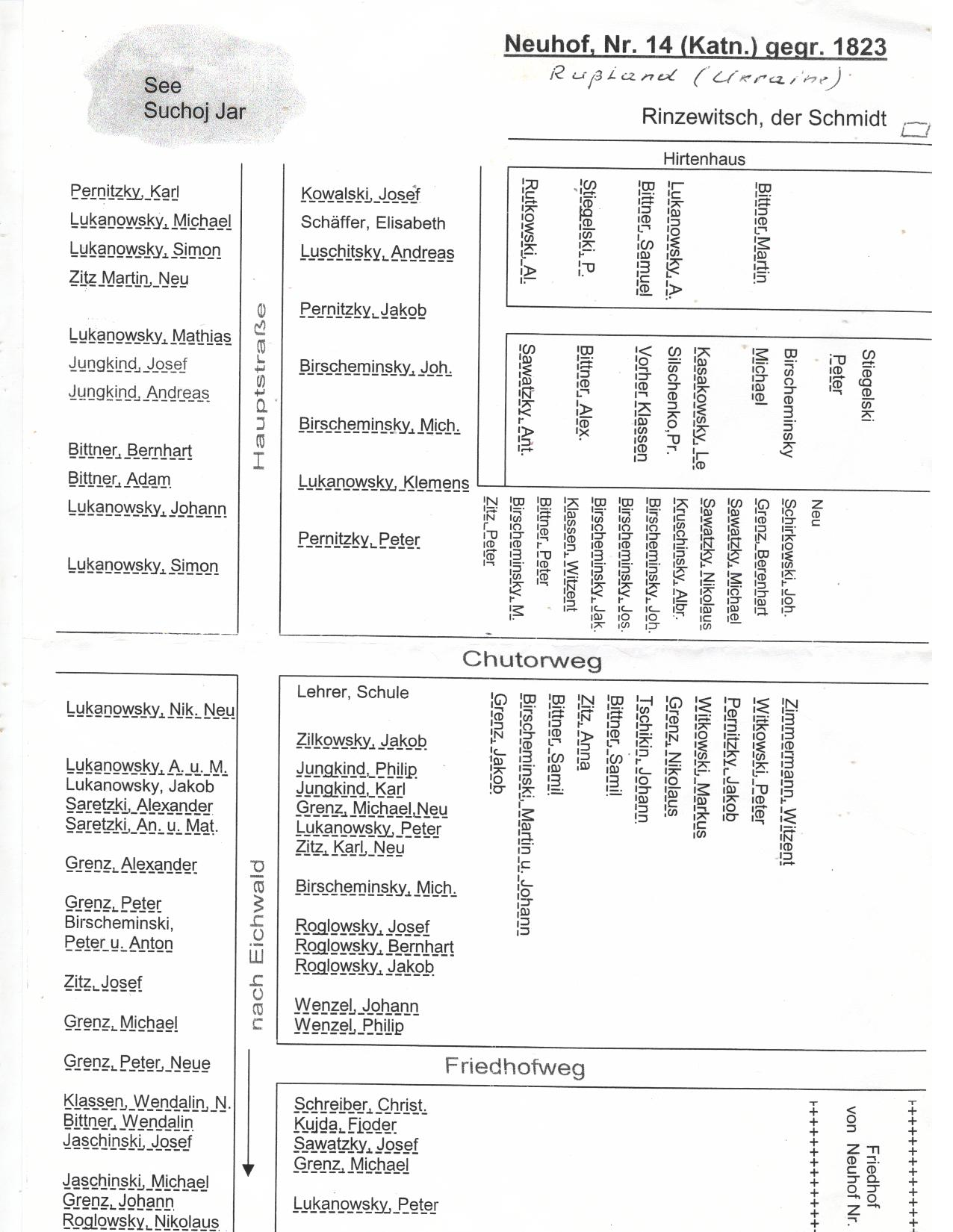
План села 1823 року